# Padru
Padru – miejscowość i gmina we Włoszech, w regionie Sardynia, w prowincji Sassari.
Według danych na rok 2021 gminę zamieszkiwało 2024 osób, 12,81 os./km². Graniczy z Alà dei Sardi, Bitti, Lodè, Loiri Porto San Paolo, Olbia, San Teodoro i Torpè.